# Euclidia aurantiaca
Euclidia aurantiaca là một loài bướm đêm trong họ Erebidae.